# Sara Takanashi
Sara Takanashi (Hokkaido, 8 de outubro de 1996) é uma saltadora de esqui japonesa. Um dos destaques atuais da modalidade, conquistou duas medalhas no Campeonato Mundial de Esqui Nórdico de 2013 em Val di Fiemme, entre elas o ouro na competição de equipes mistas